# فرودگاه موئیرپور
فرودگاه موئیرپور (به انگلیسی: Muirpur Airport) یک فرودگاه خصوصی است که یک باند فرود آسفالت دارد و طول باند آن ۱۴۲۲ متر است. این فرودگاه در شهر سینگراولی کشور هند قرار دارد .